# Tourismus NRW
Tourismus NRW ist der touristische Dachverband für Nordrhein-Westfalen und Tourismus-Kompetenzzentrum des Landes NRW. Er ist ein eingetragener Verein und hat den Zweck, den Tourismusstandort Nordrhein-Westfalen zu stärken. Dafür setzt er die jeweils gültige Landestourismusstrategie um.

## Aufgaben des Tourismus NRW
Tourismus NRW ist zugleich Interessenvertretung und Impulsgeber für die nordrhein-westfälische Tourismusbranche sowie touristische Landesmarketingorganisation. Zu den Kernaufgaben des Verbands gehört ein digitales, standortrelevantes Tourismusmarketing in nationalen und internationalen Quellmärkten in den Bereichen Online und Offline sowie auf Messen und Veranstaltungen, darunter die jährliche Präsenz auf der Internationalen Tourismus-Börse Berlin, der weltweiten Leitmesse der Tourismusbranche. Auch ein Daten- und Content-Management sowie das Management von Förderprojekten im Auftrag der Mitglieder sind satzungsgemäße Kernaufgaben. Dazu kommen die Interessenvertretung der touristischen Akteure in Nordrhein-Westfalen und die Abgabe tourismusfachlicher Stellungnahmen etwa in Gesetzgebungsverfahren. Auch die Beratung der Mitglieder in allen touristischen Fragen steht als Kernaufgabe in der Satzung, ebenso wie die Trend- und Marktforschung, Impulsgebung für Innovationen in der Branche, Wissenstransfer und die Herstellung von Transparenz bei touristischen Aus- und Fortbildungsmaßnahmen sowie die Entwicklung eigener Angebote bei überregionalen Themen.

## Geschichte des Verbands
Der touristische Landesverband wurde 1997 unter dem Namen Nordrhein-Westfalen Tourismus NRW e.V. auf Initiative des nordrhein-westfälischen Wirtschaftsministeriums gegründet und hatte seinen Sitz zunächst in Köln. 2009 erfolgte der Umzug nach Düsseldorf.
In seiner Arbeit orientiert sich der Verband an der jeweils gültigen Landestourismusstrategie. 2009 schuf der Verband gemeinsam mit der der Landesregierung, den touristischen Regionen sowie weiteren Partnern und touristischen Leistungsträgern im Land den „Masterplan Tourismus Nordrhein-Westfalen“. Dessen Ziel war es, Nordrhein-Westfalen bis 2015 zu einer attraktiven Destination mit klar erkennbarem Profil weiterzuentwickeln und den Wertschöpfungsbeitrag der Tourismusbranche nachhaltig zu steigern. Als Basis dafür wurde ein Landesmarketing aufgebaut, das sich an sechs für das Reiseland Nordrhein-Westfalen identifizierten Zielgruppen orientierte. 2015 wurde der Masterplan fortgeschrieben und an geänderte Rahmenbedingungen angepasst.
2019 legte die nordrhein-westfälische Landesregierung die neue Landestourismusstrategie für Nordrhein-Westfalen vor, die in Zusammenarbeit mit den wesentlichen Akteuren im nordrhein-westfälischen Tourismus, darunter Tourismus NRW, entstanden war. Eines der wichtigsten Ziele der neuen Strategie ist es, die Digitalisierung im Tourismus zu stärken und enger mit der Standortentwicklung im Land zu verbinden. Zudem sieht die neue Strategie eine Verschiebung der Aufgaben der Tourismusorganisationen vor, weg von der Dominanz des Marketings hin zu mehr Managementaufgaben.

## Organisation

### Mitglieder
Dem Verband gehören neben dem Wirtschaftsministerium des Landes Nordrhein-Westfalen insbesondere die Tourismusregionen in NRW, sonstige öffentliche und privatwirtschaftliche Verbände, Organisationen und Institutionen, die regionsübergreifend Aufgaben im Tourismus übernehmen, sowie ausgewählte Unternehmen, die wesentliche Aufgaben im NRW-Tourismus übernehmen, an.
Daneben können Städte beratende Mitglieder werden, wenn sie mindestens 200.000 Einwohner und 500.000 Übernachtungen jährlich aufweisen, in einem solitären Verdichtungsraum innerhalb einer überwiegend ländlich geprägten Region liegen, in der Region eine dominante Stellung und den Charakter einer eigenständigen Destination haben. Alternativ sind auch beratende Mitgliedschaften möglich für Städte oder Orte, die in drei Jahren in Folge über eine Million Übernachtungen aufweisen.

### Organe und Gremien
Organe des Tourismus NRW sind die Mitgliederversammlung und der Vorstand. Der Vorstand besteht aus neun Mitgliedern, darunter Vorstandsvorsitz, zweimal stellvertretender Vorstandsvorsitz sowie sieben ordentliche Vorstandsmitglieder. Er kann weitere Mitglieder kooptieren. Die Vorstandsmitglieder, der Vorstandsvorsitz sowie die Stellvertretenden werden von der Mitgliederversammlung jeweils für drei Jahre gewählt.
Fachgremien sind der Ausschuss für Destinationsmanagement, in dem die Geschäftsführenden der regionalen Tourismusorganisationen Mitglied sind, und der Politische Beirat, dem unter anderem Abgeordnete der im Landtag sitzenden Parteien angehören.

### Mitgliedschaften
- Tourismus NRW ist Mitglied in folgenden Organisationen:
- Bundesverband der Deutschen Incoming-Unternehmen e.V. (BVDIU)
- Deutsches Jugendherbergswerk Landesverband Rheinland e.V.
- Deutscher Tourismusverband e.V. (DTV)
- European Route of Industrial Heritage
- Marketing Club Düsseldorf e.V.
- Travel Industry Club
- Wintersport-Arena Sauerland e.V.
- Allianz selbständiger Reiseunternehmen
- Bundesverband Kanu e.V.
- DRV – Deutscher ReiseVerband e.V.
- Förderverein der Nordrhein-Westfalen-Stiftung Naturschutz, Heimat- und Kulturpflege
- Gesundheitsagentur NRW GmbH des Nordrhein-Westfälischen Heilbäderverbandes
- Handelsverband NRW
- RDA Internationaler Bustouristik Verband e.V.

## Finanzierung
Der Verband wird durch das nordrhein-westfälische Wirtschaftsministerium institutionell gefördert. Daneben nimmt Tourismus NRW Mitgliedsbeiträge von seinen Mitgliedern und weitere Gelder durch wirtschaftliche Tätigkeiten ein. Hinzu kommen projektabhängige Fördermittel insbesondere der EU, aber auch des Landes.